# سبيكة النيوبيوم والتيتانيوم

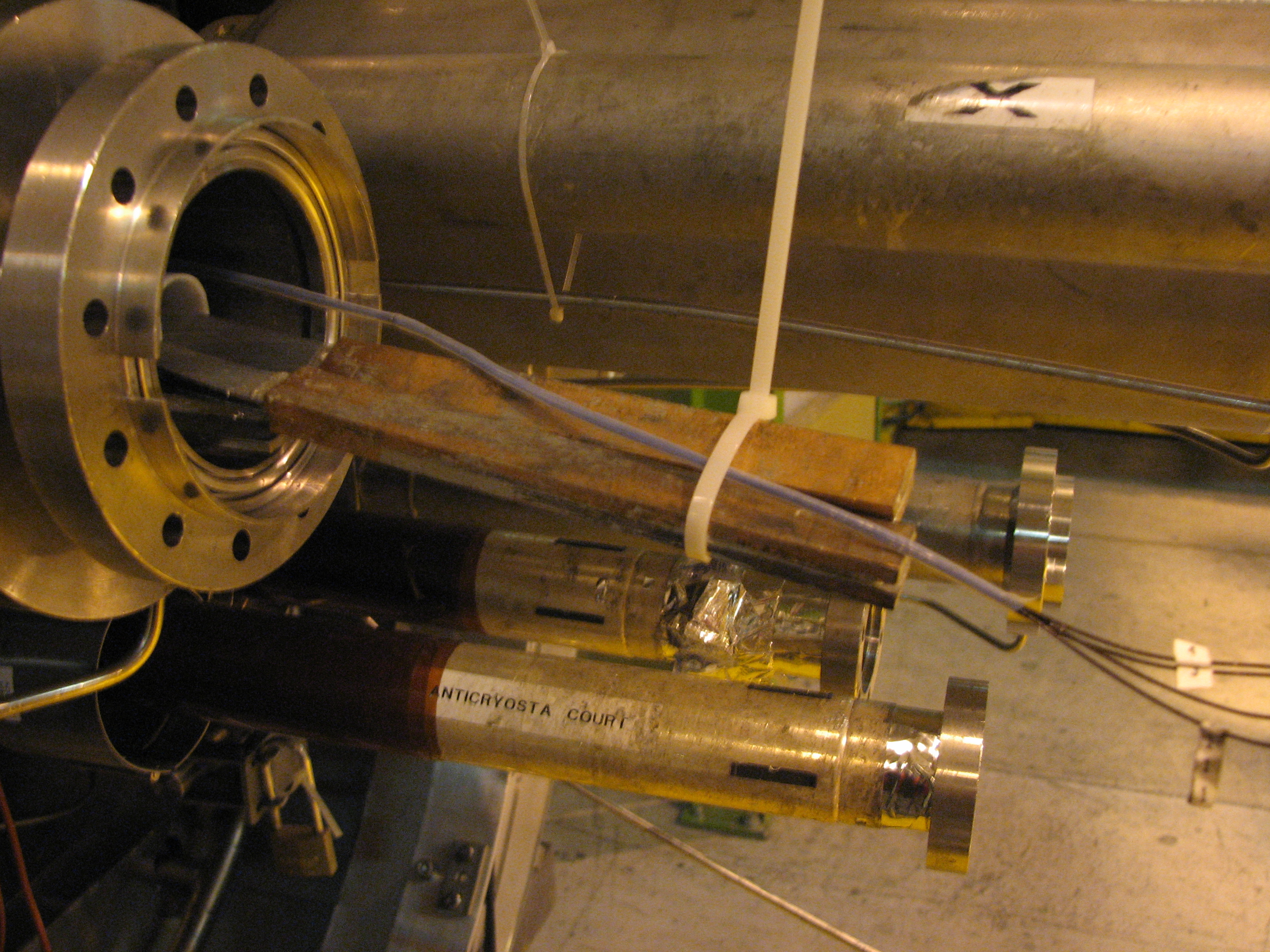
تتم حماية أسلاك التيتانيوم النيوبيوم في أطرافها لمنعها من الاحتراق التلقائي

سبيكة النيوبيوم والتيتانيوم (Nb-Ti) هي سبيكة مكونة من عنصري النيوبيوم والتيتانيوم والمستخدمة بشكل شائع في تركيب الموصلات الفائقة من النمط II، وخاصة في مجال المغانط فائقة الموصلية.
تتكون هذه السبيكة من مركب بين فلزي ذي النمط البنيوي A3B التابع لبنية أطوار A15؛ وتبلغ قيمة درجة الحرارة الحرجة لهذا المركب بين الفلزي مقدار 10 كلفن.